# Phang Nga
Phang Nga (Thailändska พังงา) är en av Thailands södra provinser (changwat) och ligger vid Andamansjöns kust norr om ön Phuket.
Provinsen ligger på Malaysiska halvöns västra sida och innefattar många av Andamansjöns öar. En av de mest kända är den där James Bond, Mannen med den gyllene pistolen utspelar sig. Ao Phang Ngas nationalpark grundades 1981 för att skydda de många fascinerande öarna. Året efter blev även Similanöarna nationalpark.
På 1700-talet fanns tre städer med likvärdig status i området: Takua Pa, Takua Thung och Phang Nga. Staden Phang Nga grundades troligen 1809 under kung Rama II:s styre under ett av krigen med Burma. Staden Thalang på ön Phuket förstördes och dess invånare beordrades att flytta till Phang Nga. För att stärka områdets betydelse, bildades 1840 provinsen Phang Nga och Takuatung blev nedgraderad till distrikt. 1931 blev även Takuapa en del av Phang Nga. Den 26 december 2004 blev Phang Nga en av de hårdast drabbade provinserna i Thailand av tsunamikatastrofen som följde den stora jordbävningen på Indiska Oceanens botten.
Området Khao Lak är en omtyckt turistort som ligger i Phang Nga.

## Administrativ indelning
Provinsen är indelad i 8 distrikt (amphoe). Distrikten är i sin tur indelade i 48 subdistrikt (tambon) och 314 byar (muban). 
| Phang Ngas distrikt numrerade | 1. Mueang Phangnga 2. Ko Yao 3. Kapong 4. Takua Thung | 1. Takua Pa 2. Khura Buri 3. Thap Put 4. Thai Mueang |